# إدوارد روز
إدوارد روز (2 سبتمبر 1936 في المملكة المتحدة - ) (بالإنجليزية: Edward Rose)‏ هو لاعب كريكت بريطاني. لعب مع نادي جامعة كامبريدج للكريكيت ‏.

## وصلات خارجية
- إدوارد روز على موقع إي آس بي آن كريك إنفو (الإنجليزية)